# Красная Долина (Ленинградская область)
Красная Долина (до 1948 года Аккала, фин. Akkala) — посёлок в Приморском городском поселении Выборгского района Ленинградской области.

## Название
Топоним Аккала в буквальном переводе означает «Бабье», но название данной деревни происходит от родового имени его жителей XVI века. 
В 1945 году в деревню Аккала для организации подсобного хозяйства из Ленинграда прибыли рабочие военного завода № 209. 
В 1948 году постановлением общего собрания работников этого предприятия деревня Аккала получила новое наименование — Красная Долина.

## История
Из шведских переписных и поземельных книг известно, что в 1544 году в деревне Аккала было три налогооблагаемых крестьянских хозяйства, одно из которых принадлежало Юхо и Хейкки Акканенам.
К 1600 году в деревне осталось лишь одно хозяйство способное платить налоги государству. Второй хозяин едва был способен прокормить себя и свою семью, а третье хозяйство пустовало.
В 1728 году в Аккала владел усадьбой военный Микел Аккайн.

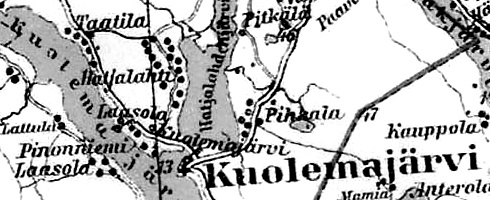
Земли деревни Аккала на финской карте 1923 года

До 1939 года деревня Аккала входила в состав волости Куолемаярви Выборгской губернии Финляндской республики.
С 1 января 1940 года — в составе Мелольского сельсовета Койвистовского района.
С 1 июля 1941 года по 31 мая 1944 года финская оккупация.
С 1 октября 1948 года — в составе Александровского сельсовета Приморского района.
С 1 января 1949 года деревня Аккала учитывается административными данными, как деревня Красная Долина.
С 1 октября 1950 года — в составе Рябовского сельсовета.
С 1 июня 1954 года — в составе Рощинского района.
В 1961 году деревня насчитывала 220 жителей.
С 1 февраля 1963 года — вновь в составе Выборгского района.
Согласно административным данным 1966 и 1973 годов посёлок Красная Долина находился в составе Рябовского сельсовета.
По данным 1990 года в посёлке Красная Долина проживали 1602 человека. Посёлок являлся административным центром Краснодолинского сельсовета в который входили 13 населённых пунктов: посёлки Заречье, Зеркальный, Красная Долина, Краснофлотское, Лужки, Мамонтовка, Мысовое, Озерки, Пионерское, Рябово; деревни Александровка, Камышёвка, Тарасовское, общей численностью населения 3490 человек.
В посёлке была построена крупная птицефабрика.
В 1997 году в посёлке Красная Долина Краснодолинской волости проживал 1601 человек, в 2002 году — 1487 человек (русские — 99 %), посёлок являлся административным центром волости.
В 2007 году в посёлке Красная Долина Приморского ГП проживали 1580 человек, в 2010 году — 1219 человек.

## География
Посёлок расположен в западной части района на автодороге 41К-092 (Высокое — Синицино).
Расстояние до административного центра поселения — 12 км.
Расстояние до ближайшей железнодорожной станции Куолемаярви — 2,5 км. 
Посёлок находится на восточном берегу Пионерского озера.

## Демография
| 2007 | 2010  | 2017  | 2021 |
| ---- | ----- | ----- | ---- |
| 1580 | ↘1219 | ↗1433 | ↘865 |

## Прочее
День посёлка отмечается ежегодно 12 июня.

## Улицы
1-й Садовый проезд, 1-я Садовая, 2-й Садовый проезд, 2-я Садовая, 3-я Садовая, 4-я Садовая, Берёзовая, Березовый проезд, Вешкинская, Вешкинский проезд, Дальняя, Еловая, Еловый проезд, Журавлиная Гора, Журавлиный переулок, Журавушкин проезд, Изогнутая, Красная, Лесная, Лесной переулок, Липовая, Огородная, Пионерский переулок, Пионерский проезд, Поперечный переулок, Семейный проезд, Сосновая, Сосновый проезд, Фабричная, Хуторская, Хуторской проезд, Центральное шоссе, 
Школьный проезд.